# Ribes nevadaense
Ribes nevadaense là một loài thực vật có hoa trong họ Grossulariaceae. Loài này được Kellogg miêu tả khoa học đầu tiên năm 1855.